# Круглов, Василий Георгиевич
Василий Георгиевич (Анатольевич) Круглов (9 ноября 1939 — 1999) — советский хоккеист, защитник. Мастер спорта СССР (1963).

## Биография
Выступал за команды ЦСКА (1961/62), СКА Калинин (1962/63), «Электросталь» / «Кристалл» (1963/64 — 1967/68), «Торпедо» Ярославль (1968/69 — 1969/70).
В первой группе класса «А» провёл три сезона (1961/62 — 1963/64).
Победитель хоккейного турнира зимней Спартакиады народов СССР 1962 года в составе сборной Москвы.